# Aeroportul Municipal Kodiak
Aeroportul Municipal Kodiak (IATA: KDK, ICAO: PAKD, FAA LID: KDK) este un aeroport din Alaska, Statele Unite ale Americii ce deservește zona Kodiak. A fost numit după zona deservită.
Situat la o altitudine de 42 m, aeroportul dispune de 1 pistă.

## Infrastructură

### Piste
Aeroportul dispune de o singură pistă. Pista 02/20 are dimensiunile 2.475 picioare × 40 picioare. 